# Subprefectura d'Oshima
|  | No s'ha de confondre amb Subprefectura d'Ōshima. |

La subprefectura d'Oshima (渡島総合振興局 Oshima-sōgō-shinkō-kyoku) és una subprefectura d'Hokkaido. La seua capital és la ciutat d'Hakodate, l'antiga capital d'Hokkaido.

## Geografia
Oshima és la subprefectura més meridional de l'illa d'Hokkaido. La seua capital és la ciutat costanera de Hakodate que, a més, va ser la capital d'Hokkaido fins a la creació de Sapporo, així com va ser capital de la república d'Ezo. La subprefectura limita amb les subprefectures de Hidaka, Shiribeshi i amb la d'Iburi.

### Municipis
| |          |          |          |
| \| Municipi \| Població \| Extensió \| Densitat \| \| --------- \| -------- \| -------- \| -------- \| \| Fukushima \| 4.390 \| 187,23 \| 23 \| \| Hakodate \| 264.845 \| 677,89 \| 412,83 \| \| Hokuto \| 47.245 \| 397,29 \| 120 \| \| Kikonai \| 4.448 \| 221,88 \| 20 \| \| Matsumae \| 7.843 \| 293,11 \| 27 \| \| Mori \| 16.299 \| 368,27 \| 44 \| \| Nanae \| 28.514 \| 216,61 \| 130 \| \| Oshamambe \| 5.964 \| 310,75 \| 18 \| \| Shikabe \| 3.920 \| 110,61 \| 35 \| \| Shiriuchi \| 4.620 \| 196,67 \| 23 \| \| Yakumo \| 17.299 \| 955,98 \| 18 \| \| Total \| 449.371 \| 3.936,32 \| 110 \| |          |          |          |
| Municipi | Població | Extensió | Densitat |
| Fukushima | 4.390    | 187,23   | 23       |
| Hakodate | 264.845  | 677,89   | 412,83   |
| Hokuto | 47.245   | 397,29   | 120      |
| Kikonai | 4.448    | 221,88   | 20       |
| Matsumae | 7.843    | 293,11   | 27       |
| Mori | 16.299   | 368,27   | 44       |
| Nanae | 28.514   | 216,61   | 130      |
| Oshamambe | 5.964    | 310,75   | 18       |
| Shikabe | 3.920    | 110,61   | 35       |
| Shiriuchi | 4.620    | 196,67   | 23       |
| Yakumo | 17.299   | 955,98   | 18       |
| Total | 449.371  | 3.936,32 | 110      |

## Història
- 1897: Es creen les subprefectures d'Hakodate, Matsumae i Kameda.
- 1899: S'abolix la subprefectura d'Hakodate. La subprefectura de Kameda s'unifica amb Hakodate creant-se la nova subprefectura d'Hakodate.
- 1903: La subprefectura de Matsumae s'integra en la subprefectura d'Hakodate.
- 1922: La subprefectura d'Hakodate canvia el seu nom a subprefectura d'Oshima.